# Дієго дель Корро-і-Карраскаль
Дієго дель Корро-і-Карраскаль (ісп. Diego del Corro y Carrascal; пом. 1673) — іспанський правник і колоніальний чиновник, губернатор Нового Королівства Гранада і президент Королівської авдієнсії Санта-Фе-де-Боготи від 1666 до 1667 року.

## Біографія
Вивчав право в приватній школі в Севільї. Після чого вирушив до Америки. Там обіймав посаду інквізитора-декана суду Картахени-де-Індіас. 1666 року був призначений на пост президента Королівської авдієнсії Санта-Фе-де-Боготи.
За його врядування іспанці відвоювали острів Санта-Каталіна. Після завершення каденції намагався відновитись в інквізиції, втім отримав відмову, натомість був призначений на посаду президента Королівської авдієнсії Кіто, під час перебування на якій і помер 1673 року.
Був палким прихильником кориди.